# Familia Gang
Familia Gang és una pel·lícula mexicana del 2014 dirigida per Armando Casas del gènere comèdia i sàtira, escrita per Luis Ayhllón i protagonitzada per Giovanna Zacarías, Rafael Inclán, Elpidia Carrillo, Humberto Busto i Jorge Adrián Espíndola

## Sinopsi
Un polític policíac mexicà d'alt rang, decidit a muntar una escena televisiva on es captura i abat al criminal més buscat i famós del país, sobrenomenat El Coyote, per a això arriba a un acord amb la família del criminal, que es troba en llit en estat terminal, per a tal empresa encomanen al Topillero per a dur-la a terme, no obstant això els plans no es desenvolupen com deurien, portant la trama a una infinitat d'embolics còmics inspirats en fets de l'esdevenir de la vida política mexicana.

## Repartiment
- Rafael Inclán	...	Topillero
- Elpidia Carrillo	...	Dalia
- Giovanna Zacarías	...	Alejandra
- Humberto Busto
- Raúl Adalid		...	Mike
- Leonardo Alonso	...	Azteca

## Recepció
Fou exhibida per primer cop al Festival Internacional de Cinema a Guadalajara el 25 de març de 2014. i fou estrenada a sales el 9 d'octubre de 2015. En la LVIII edició dels Premis Ariel fou nominada al premi als millors efectes especials.